# Relations entre les États-Unis et le Royaume-Uni
Les relations entre les États-Unis et le Royaume-Uni ont débuté avant même la création des États-Unis.

## Relation spéciale

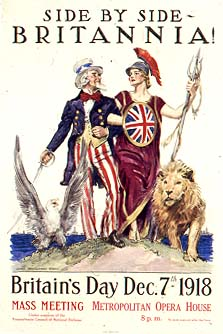
Britannia coude à coude avec l'Oncle Sam, symbole de l'alliance anglo-américaine lors de la Première Guerre mondiale.

L'expression de « relation spéciale » (en anglais « Special Relationship) est couramment utilisée pour désigner les liens diplomatiques, économiques, militaires et culturels très étroits entre le Royaume-Uni et les États-Unis. On attribue la paternité de ces termes à Winston Churchill ; l'expression a été employée dans le même discours qui a rendu l'expression « Rideau de fer » célèbre, en 1946, dans le Missouri.

## Historique

### Guerre anglo-américaine de 1812
La guerre de 1812 trouve en partie ses origines dans les tensions commerciales qui existaient entre les jeunes États-Unis et le Royaume-Uni. Ce conflit se déroule dans le cadre particulier des guerres napoléoniennes qui opposent la France au Royaume-Uni et à la majorité des autres pays européens entre 1803 et 1815, qui pénalisent le commerce américain dès 1803.
En réponse au blocus continental mis en place en 1806 par Napoléon, les Britanniques décidèrent dès 1807 d’imposer un embargo sur tous les ports de la France et de ses alliés par l’ordre du conseil de 1807. Le commerce international en fut profondément affecté et près de 900 bateaux américains furent capturés par les Britanniques, qui ne voulaient pas laisser le droit aux Américains de commercer avec la France. Comme l’expliquait Horsman : « Dans la mesure du possible, l’Angleterre tenait à éviter d’entrer en conflit avec les États-Unis, mais pas au point de les laisser contrecarrer l’effort de guerre britannique contre la France. De plus, une grande partie des personnes influentes, au gouvernement ou à travers le pays, estimaient que les États-Unis représentaient une menace pour la suprématie maritime britannique. »

### Seconde Guerre mondiale
Les États-Unis fournirent à la Grande-Bretagne une partie de son matériel militaire à travers le prêt-bail. Il y eut malgré tout un prix très lourd à payer. Les autorités américaines dépossédèrent la Grande-Bretagne de ses réserves d'or et de ses investissements outre-mer. Elles restreignirent ses exportations, et les hommes d'affaires américains s'emparèrent de marchés qui jusque-là étaient britanniques.
Anthony Eden, le ministre britannique des Affaires étrangères, se plaignit plus tard que le gouvernement américain espérait que les anciens territoires coloniaux, « une fois libérés de leurs maitres, deviendraient dépendants économiquement et politiquement des États-Unis. » 
Pendant les années de guerre, les troupes britanniques furent principalement engagées en Afrique du Nord. Winston Churchill était déterminé à s'accrocher à la région du canal de Suez et des gisements pétroliers. Ses inquiétudes n'étaient pas seulement causées par l'Allemagne, mais aussi par les États-Unis, comme le montra l’âpre bataille diplomatique l'ayant opposé aux Américains sur la question de l'Arabie saoudite. Il refusa les propositions de l'Union soviétique et des États-Unis d'ouvrir un second front en France, à une période où les batailles cruciales de la guerre étaient livrées sur le sol soviétique. Au contraire, il affirma que l'Italie et les Balkans constituaient le « ventre mou de l'Europe » — malgré un terrain montagneux qui promettait des affrontements sanglants et une avancée plus lente — afin de permettre au Royaume-Uni d'assoir sa domination en Méditerranée.

### Guerre froide
La relation entre les États-Unis et le Royaume-Uni après la Seconde Guerre mondiale est marquée principalement par le dépassement de la Grande-Bretagne par les États-Unis en tant que première puissance mondiale incontestée, que ce soit militairement, économiquement ou stratégiquement. Le Royaume-Uni participe, aux côtés des États-Unis et de l'Union soviétique, aux grands conférences internationales de la fin de la guerre, telles que celles de Yalta ou de Potsdam, mais ce sont les "Deux Grands" les véritables grandes puissances. En effet, les Britanniques sont fortement endettés, sont à la tête d'un Empire colonial désormais fragile, que leurs ressources financières ne permettent plus de tenir.
Ainsi dès février 1947 décident-ils d'accorder son indépendance à l'Empire des Indes dans un avenir proche, qui sera effectif en été de cette même année, de confier le dossier de la Palestine à l'ONU et de cesser leurs soutiens économiques à la Grèce et à la Turquie, ce dont ils informent l'administration américaine, et qui causera alors le prononcé de la doctrine Truman par le président américain, dès le 12 mars 1947.

Alors que la guerre froide débute en 1947, le Royaume-Uni se place clairement dans le camp occidental, face au bloc de l'Est. Les Britanniques bénéficient du plan Marshall, décidé en juin 1947, à hauteur de 26%. La même année, ils signent le traité de Dunkerque avec la France, puis celui de Bruxelles avec la France et les pays du Benelux. Le 4 avril 1949, ils signent le traité de l'Atlantique Nord avec les États-Unis et dix autres pays. 

### UKUSA
Le United Kingdom - United States Communications Intelligence Agreement est un traité secrètement signé le 5 mars 1946 entre le Royaume-Uni et les États-Unis, rejoints par le Canada, l’Australie et la Nouvelle-Zélande et, dans une moindre mesure, d'autres pays.
Chacun de ces pays s'engageait à assurer la surveillance des communications dans une région donnée et à partager ses infrastructures avec les États-Unis. Le traité ciblait prioritairement l'Union soviétique et les pays communistes, bien qu'il se soit par la suite étendu aux mouvements anticoloniaux.
Bien que des rumeurs circulaient depuis longtemps à son sujet, c'est surtout avec la médiatisation faite autour du système Echelon à la fin des années 1990 que son existence a été connue par une partie importante de l'opinion publique. La collaboration internationale en matière de renseignement d'origine électromagnétique (ROEM) a été reconnue après la fin de la Guerre froide. En 1995, le gouvernement canadien reconnaissait son existence, suivi en 1999 par l'Australie.

### Guerres en Irak et en Afghanistan

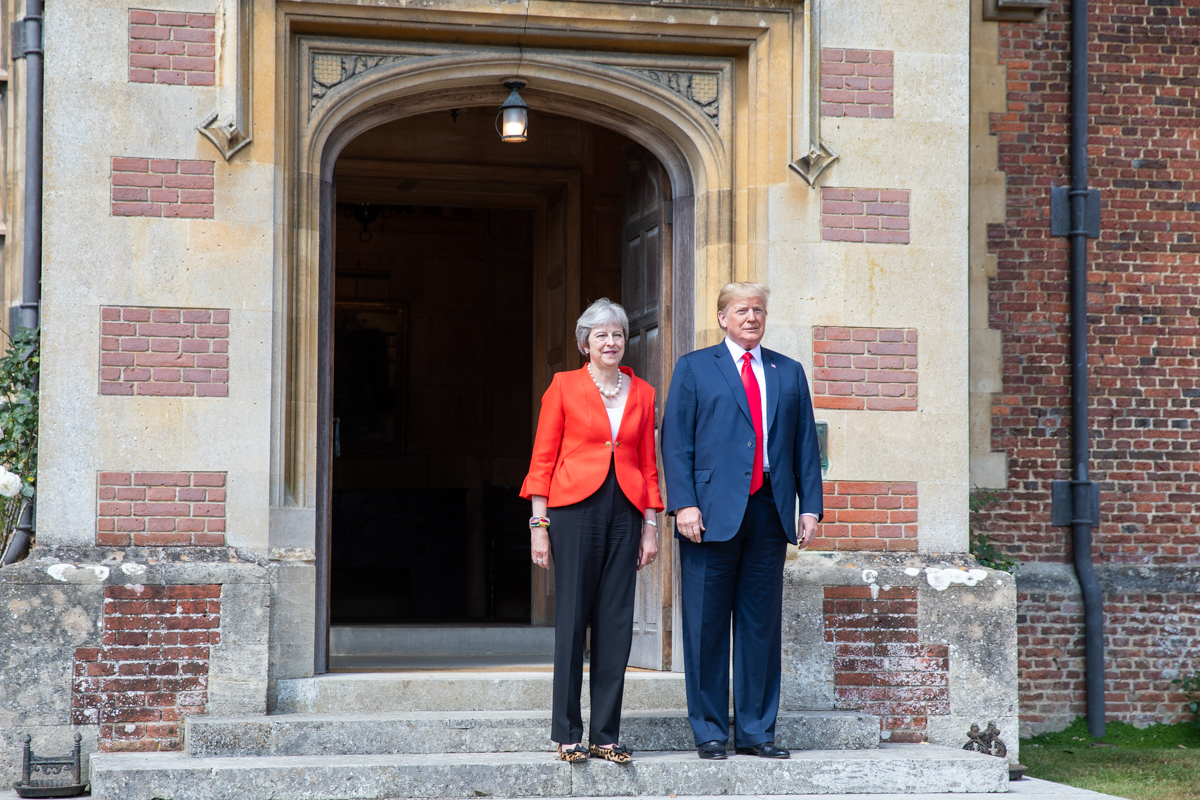
Le président américain Donald Trump et la première ministre britannique Theresa May en juillet 2018 lors d'une rencontre bilatérale.

Le Premier ministre britannique Tony Blair, proche allié du président américain George Bush, décide en 2003 d'engager l’armée britannique dans l'invasion et l'occupation de l'Irak.

## Diplomatie
Interpol émet en 2020 à la demande du Royaume-Uni une notice rouge contre une ancienne agente de la CIA et épouse d'un diplomate américain. Inculpée pour conduite dangereuse ayant causé la mort (roulant du mauvais coté de la route, elle avait tué un jeune homme de 19 ans), elle avait ensuite fui aux États-Unis en invoquant l'immunité diplomatique. Le refus de Washington d'accepter son extradition aurait jeté un froid dans les relations entre les deux pays.